# 海因茨·乌尔茨海默
海因茨·乌尔茨海默（德語：Heinz Ulzheimer，1925年12月27日—2016年12月18日），德国男子田径运动员。他曾代表德国参加1952年夏季奥林匹克运动会田径比赛，获得男子4×400米接力和男子800米铜牌。